# D-матрица Вигнера
{\displaystyle D}-матрица Вигнера представляет собой матрицу неприводимого представления групп SU (2) и SO (3). Комплексное сопряжение {\displaystyle D}-матрицы является собственной функцией гамильтониана сферических и симметричных жёстких ротаторов. Матрица была введена в 1927 году Юджином Вигнером.

## ОпределениеD-матрицы Вигнера
Пусть {\displaystyle J_{x}}, {\displaystyle J_{y}}, {\displaystyle J_{z}} образующие алгебры Ли {\displaystyle \mathrm {SU} (2)} и {\displaystyle \mathrm {SO} (3)}. В квантовой механике эти три оператора являются компонентами векторного оператора известного как угловой момент. Примерами могут служить момент электрона в атоме, электронный спин и момент количества движения жёсткого ротатора. Во всех случаях три оператора удовлетворяют следующим коммутационным соотношениям
{\displaystyle [J_{x},\;J_{y}]=iJ_{z},\quad [J_{z},\;J_{x}]=iJ_{y},\quad [J_{y},\;J_{z}]=iJ_{x},}
где {\displaystyle i} это чисто мнимое число и постоянная Планка {\displaystyle \hbar } был задана равной единице. Оператор
{\displaystyle J^{2}=J_{x}^{2}+J_{y}^{2}+J_{z}^{2}}
является оператором Казимира из {\displaystyle \mathrm {SU} (2)} (или {\displaystyle \mathrm {SO} (3)}, в зависимости от обстоятельств). Он может быть диагонализирован вместе с {\displaystyle J_{z}} (Выбор этого оператора определяется соглашением), который коммутирует с {\displaystyle J^{2}}. То есть, можно показать, что существует полный набор кетов с
{\displaystyle J^{2}|jm\rangle =j(j+1)|jm\rangle ,\quad J_{z}|jm\rangle =m|jm\rangle ,}
где {\displaystyle j=0,\ 1/2,\ 1,\ 3/2,\ 2,\ \ldots } и {\displaystyle m=-j,\ -j+1,\ldots ,\ j}. Для {\displaystyle \mathrm {SO} (3)} квантовое число {\displaystyle j} является целым.
Оператор поворота можно записать в виде
{\displaystyle {\mathcal {R}}(\alpha ,\;\beta ,\;\gamma )=e^{-i\gamma J_{z}}e^{-i\beta J_{y}}e^{-i\alpha J_{z}},}
где {\displaystyle \alpha ,\ \beta ,\ \gamma } — углы Эйлера.
{\displaystyle D}-матрица Вигнера представляет собой квадратную матрицу размерности {\displaystyle 2j+1} с общим элементом
{\displaystyle D_{m'm}^{j}(\alpha ,\;\beta ,\;\gamma )\equiv \langle jm'|{\mathcal {R}}(\alpha ,\beta ,\gamma )|jm\rangle =e^{-im'\gamma }d_{m'm}^{j}(\beta )e^{-im\alpha }.}
Матрица с общим элементом
{\displaystyle d_{m'm}^{j}(\beta )=\langle jm'|e^{-i\beta J_{y}}|jm\rangle }
известна как малая {\displaystyle d}-матрица Вигнера.

## Список элементовd-матрицы
для {\displaystyle j=1/2}
- {\displaystyle d_{1/2,\;1/2}^{1/2}=\cos(\theta /2)}
- {\displaystyle d_{1/2,\;-1/2}^{1/2}=-\sin(\theta /2)}

для {\displaystyle j=1}
- {\displaystyle d_{1,\;1}^{1}={\frac {1+\cos \theta }{2}}}
- {\displaystyle d_{1,\;0}^{1}={\frac {-\sin \theta }{\sqrt {2}}}}
- {\displaystyle d_{1,\;-1}^{1}={\frac {1-\cos \theta }{2}}}
- {\displaystyle d_{0,\;0}^{1}=\cos \theta }

для {\displaystyle j=3/2}
- {\displaystyle d_{3/2,\;3/2}^{3/2}={\frac {1+\cos \theta }{2}}\cos {\frac {\theta }{2}}}
- {\displaystyle d_{3/2,\;1/2}^{3/2}=-{\sqrt {3}}{\frac {1+\cos \theta }{2}}\sin {\frac {\theta }{2}}}
- {\displaystyle d_{3/2,\;-1/2}^{3/2}={\sqrt {3}}{\frac {1-\cos \theta }{2}}\cos {\frac {\theta }{2}}}
- {\displaystyle d_{3/2,\;-3/2}^{3/2}=-{\frac {1-\cos \theta }{2}}\sin {\frac {\theta }{2}}}
- {\displaystyle d_{1/2,\;1/2}^{3/2}={\frac {3\cos \theta -1}{2}}\cos {\frac {\theta }{2}}}
- {\displaystyle d_{1/2,\;-1/2}^{3/2}=-{\frac {3\cos \theta +1}{2}}\sin {\frac {\theta }{2}}}

для {\displaystyle j=2}
- {\displaystyle d_{2,\;2}^{2}={\frac {1}{4}}\left(1+\cos \theta \right)^{2}}
- {\displaystyle d_{2,\;1}^{2}=-{\frac {1}{2}}\sin \theta \left(1+\cos \theta \right)}
- {\displaystyle d_{2,\;0}^{2}={\sqrt {\frac {3}{8}}}\sin ^{2}\theta }
- {\displaystyle d_{2,\;-1}^{2}=-{\frac {1}{2}}\sin \theta \left(1-\cos \theta \right)}
- {\displaystyle d_{2,\;-2}^{2}={\frac {1}{4}}\left(1-\cos \theta \right)^{2}}
- {\displaystyle d_{1,\;1}^{2}={\frac {1}{2}}\left(2\cos ^{2}\theta +\cos \theta -1\right)}
- {\displaystyle d_{1,\;0}^{2}=-{\sqrt {\frac {3}{8}}}\sin 2\theta }
- {\displaystyle d_{1,\;-1}^{2}={\frac {1}{2}}\left(-2\cos ^{2}\theta +\cos \theta +1\right)}
- {\displaystyle d_{0,\;0}^{2}={\frac {1}{2}}\left(3\cos ^{2}\theta -1\right)}

Элементы {\displaystyle d}-матрицы Вигнера с обратными нижними индексами находятся следующим соотношением:
{\displaystyle d_{m',\;m}^{j}=(-1)^{m-m'}d_{m,\;m'}^{j}=d_{-m,\;-m'}^{j}}.